# Karlbergssjön

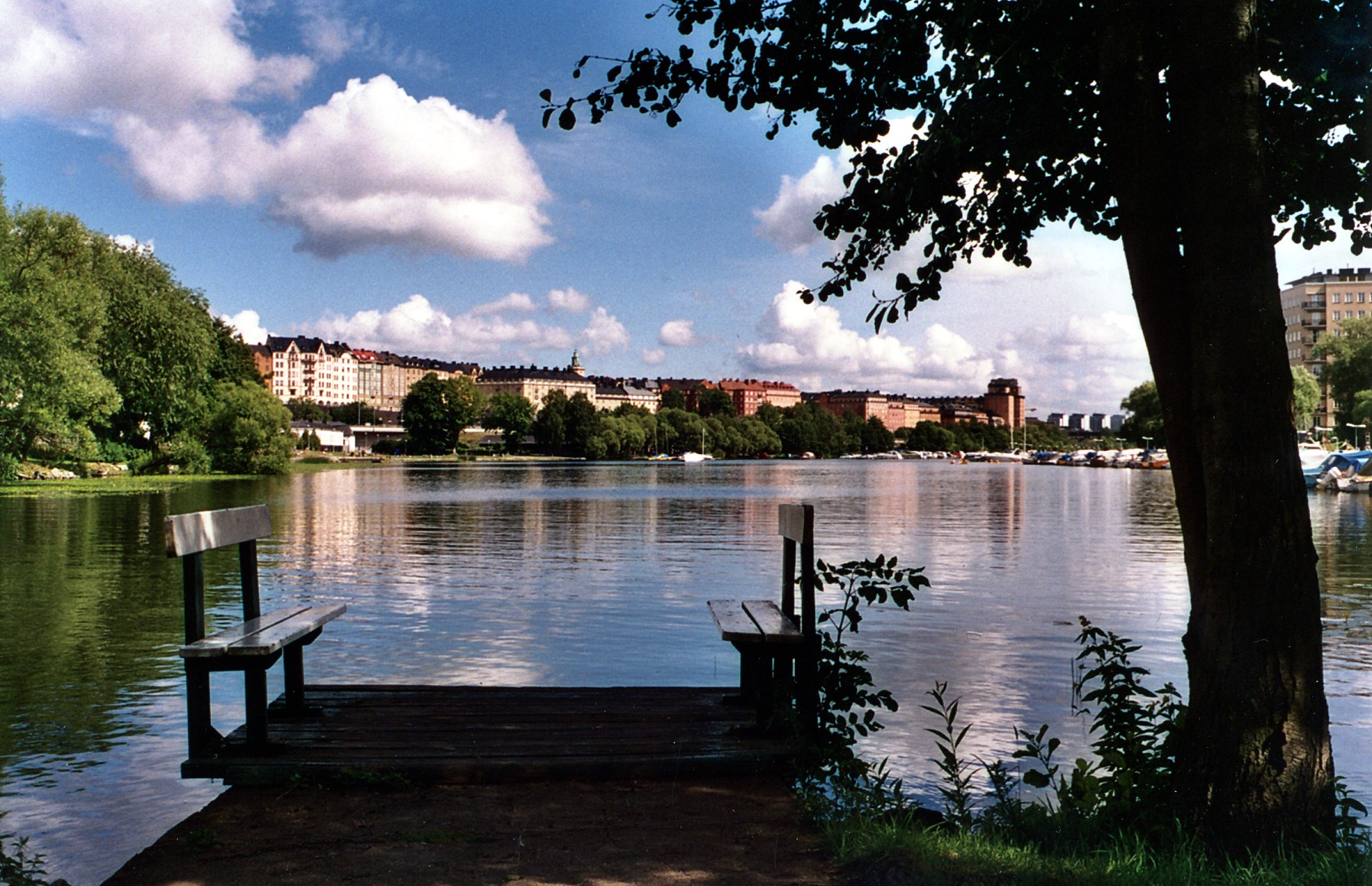
Karlbergssjön mot öst.

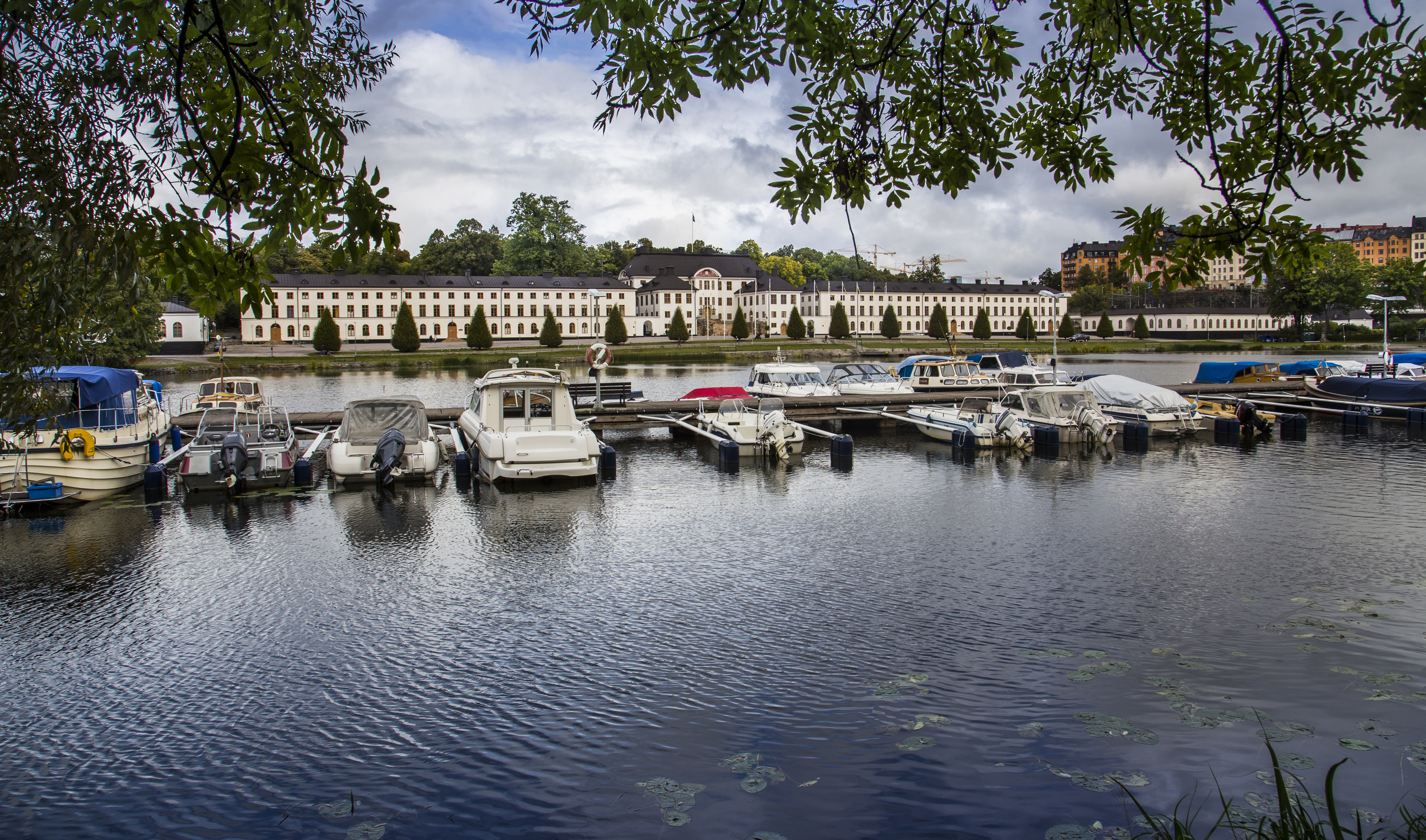
Karlbergssjön och Karlbergs slott.

Karlbergssjön är ett avlångt vattenområde i Stockholms kommun (Kungsholmen, Vasastan) och Solna kommun. Det utgör en del av ett längre kanalliknande vattenområde som förbinder mälarfjärdarna Riddarfjärden (i söder) och Ulvsundasjön (i nordväst). Detta större vattenområde omfattar Klara sjö, Barnhusviken, Karlbergssjön och Karlbergskanalen. 
Vattenomsättningen är liten på grund av trånga förbindelser mot såväl Ulvsundasjön som Riddarfjärden. Kommungränsen mellan Stockholm och Solna går mitt i Karlbergssjön och dess tillrinningsområde delas av Solna och Stockholm. Stora delar av tillrinningsområdet utgörs av hårdgjord (asfalterad) mark, framförallt på Stockholmsidan. I Solna ingår södra delen av Karolinska institutet samt Karlbergs slottspark i tillrinningsområdet. 
Karlbergssjön är mycket näringsrik och har mycket höga halter av fosfor och höga halter av kväve. Sedimenten innehåller mycket höga halter av föroreningar bland annat till följd av tidigare industriverksamheter. Sjöytan är 23 hektar och medeldjup är 3,0 meter.
En byggnad som helt dominerar Karlbergssjöns norra strand är Karlbergs slott, som även gav namnet till sjön. På Werner von Rosenfeldts karta över Stockholm från 1702 anges namnet  Carlbergs Wÿken, som påminner om att det var en gång en vik av Riddarfjärden. På slutet av 1800-talet låg på norra sidan, strax väster om Sankt Eriksbron, industriområdet Rörstrand med en porslinsfabrik. Då kallades denna del av Karlbergssjön för Rörstrandsviken. Ordet "rörstrand" betyder enligt vissa tolkningar att stranden har varit bevuxen med vass.
Mot väst ansluter Karlbergskanalen och mot öst, efter Sankt Eriksbron, Barnhusviken. Längs stränderna finns flera småbåtshamnar samt promenadstråk. Längs en del av den norra stranden går Klarastrandsleden och intill denna finns Karlbergs station.